# Spišská zástava

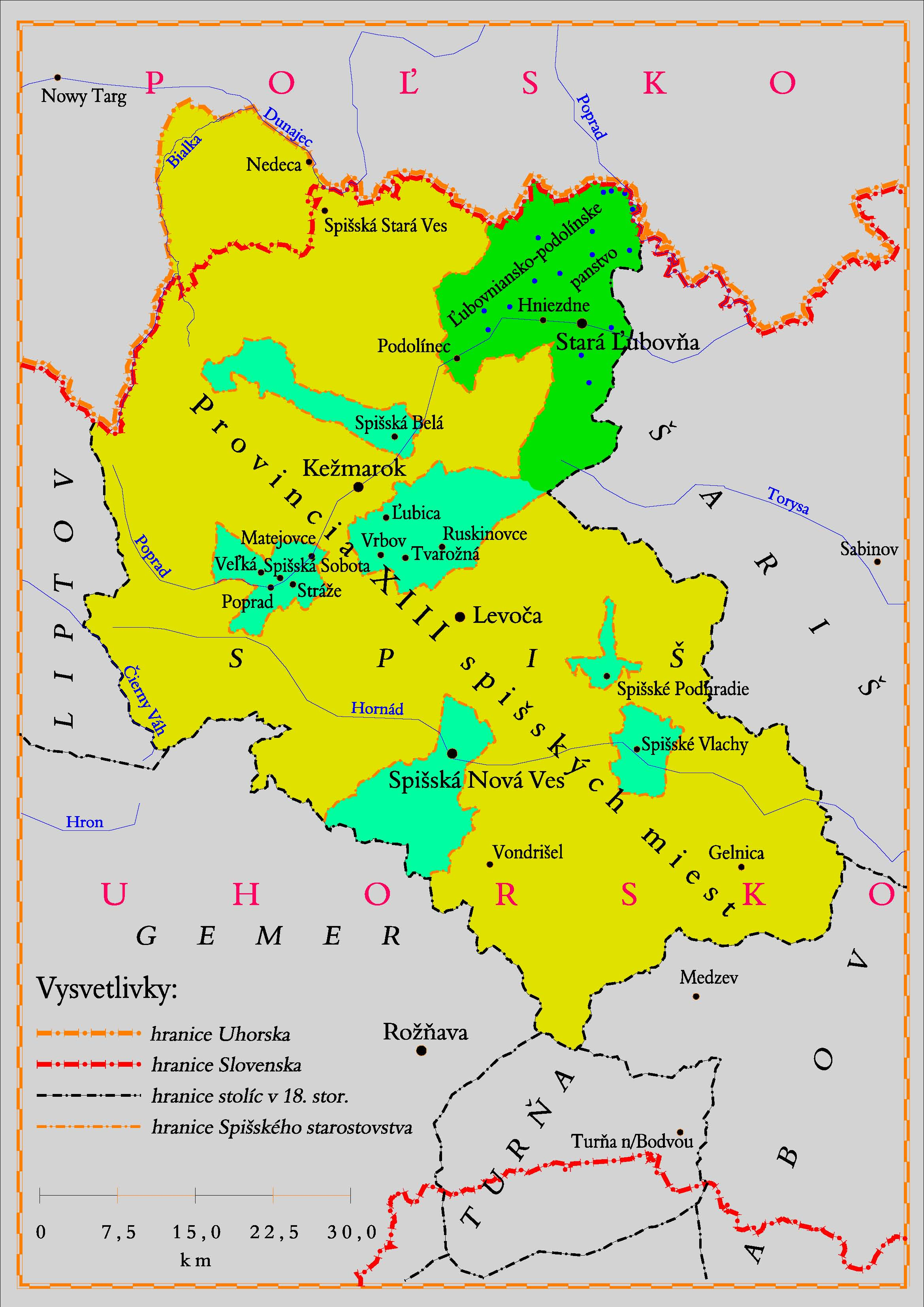
Spišská zástava (1412–1769/72) byla na území Spišské župy tvořena dvěma celky: Ľubovňansko-podolíneckým dominiem a enklávami Provincie XIII měst

Spišská zástava (polsky Zastaw spiski; německy Zipser Pfand; slovensky Spišský záloh) nebo polská zástava (maďarsky Lengyel zálog) je název pro celkem 34 měst a obcí historického kraje Spiš (na severu dnešního Slovenska), které od 8. listopadu 1412 do 9. listopadu 1772, tj. po dobu 360 let, byly do určité míry odtrženy od Uherského království a náležely pod správu Polské koruny. Tyto enklávy byly Polsku původně dočasně předány uherským králem Zikmundem Lucemburským jako forma ručení na splacení vysoké finanční půjčky; ovšem vlivem různých okolností, jakož i nechuti polské strany se bohaté spišské oblasti vzdát, ke splacení dluhu nikdy nedošlo a nečekaně dlouho trvající zástava musela být nakonec od Polska získána zpět vojenskou silou.
V rámci Polska, resp. Polska-Litvy, území tvořilo Spišské starostenství (Starostwo spiskie či  Starostia Spisz), které patřilo pod Krakovské vojvodství, a to zase (od roku 1569) pod Malopolskou provincii.

## Okolnosti vzniku zástavy
V roce 1410 byl římským králem korunován uherský král Zikmund Lucemburský. Ten usiloval i o získání Dalmácie, kterou jeho protivník o získání královské koruny (Ladislav Neapolský) prodal Benátčanům. Zikmund toužil po získání Dalmácie, ale ve válce mu bránily neurovnané vztahy s Polskem. Jako římský císař byl totiž i ochráncem Řádu německých rytířů, kteří v té době bojovali právě s Polskem. Po jejich porážce u Grünwaldu (1410) nutně potřeboval urovnat vztahy se svým švagrem, bývalým protikandidátem na získání uherského trůnu a polským králem Vladislavem II. Jagellem. Téhož roku došlo v Kežmarku k setkání krále Zikmunda a bratrance polského krále, litevského velkoknížete Vitolda. Zikmund přislíbil, že bude u velmistra Řádu žádat zastavení bojů s Polskem.
19. října 1411 došlo ve Vyšných Šromovcích (dnešní Polsko) k podpisu smlouvy o příměří mezi Polskem a Uherskem, kterou se Polsko zavázalo zastavit boje proti Řádu a Zikmund zase k tomu, že Řád nenapadne Polsko. Příměří mělo trvat do 15. srpna 1412, stejně tak došlo k dohodě o setkání obou panovníků. To se uskutečnilo 15. března 1412 na ľubovňanském hradě, kde se králové údajně dohodli na společném boji proti Řádu.
16. října 1412 se obě země dohodly na půjčce, kterou poskytlo Polsko uherskému králi na válku proti Benátkám. Řád německých rytířů musel Polsku jako odškodné za válku zaplatit 100 tisíc kop českých grošů. Vladislav Jagello z těchto peněz půjčil 37 tisíc kop (zhruba 8 t mincí!) uherskému králi. Důvodem bylo i to, že si ho tímto počinem zavázal k plnění dohod ze strany Řádu německých rytířů. Jako ručení za půjčku dal Zikmund Vladislavovi II. do zástavy šestnáct měst a osmnáct obcí na Spiši.

### Podmínky zástavní smlouvy
Zástavní smlouva byla podepsána 8. listopadu 1412 v chorvatském Záhřebu, její originál je uchován v knihovně Czartoryských v Krakově. Ačkoliv podle smlouvy mohl polský panovník spravovat zastavené území vlastním správným aparátem, města i nadále zůstala součástí Uherska a Ostřihomské arcidiecéze.
V zástavní smlouvě se však uherský panovník i uherští preláti a baroni zavázali, že města Polsku nikdy neodejmou násilím ba naopak, proti takovému počinu sami vystoupí a města opět vrátí do polské zástavy. Kdyby se to neuskutečnilo, musí Uhersko Polsku vyplatit uvedenou částku nebo dát do zástavy jiné území. Pokud ani to nesplní, může Polsko vzít do vězení jakéhokoliv uherského obyvatele nebo samo zabrat jakýkoliv majetek či svobodně v Uhersku rabovat, dokud nebudou splněny podmínky smlouvy.

### Seznam zastavených měst a obcí
V polské zástavě se ocitlo 13 spišských měst z původní Provincie 24 spišských měst. Některé z nich se v 2. polovině 20. století staly místními částmi sousedního města, jiné už od 19. stol. klesly na úroveň vsí a jedna obec úplně zanikla (Ruskinovce).
- Ľubica (Lubica)
- Matejovce (Maciaszowce)
- Poprad (Poprad)
  - Spišská Sobota (Spiska Sobota)
  - Stráže pod Tatrami (Straże)
  - Veľká ( Wielka)
- Ruskinovce (Ruszkinowce)
- Spišská Belá (Biała Spiska)
- Spišská Nová Ves (Nowa Wieś Spiska)
- Spišské Podhradie (Podegrodzie Spiskie)
- Spišské Vlachy (Spiskie Włochy)
- Tvarožná (Twarożna)
- Vrbov (Wierzbów)

Tato města vytvořila novou Provincii XIII spišských měst. Kromě této provincie se součástí zástavy stalo i Ľubovňansko-podolínecké královské dominium, které vedle ľubovňanského a podolíneckého hradu obsahovalo také 3 města:
- Hniezdne (Gniazda)
- Stará Ľubovňa (Lubowla)
- Podolínec (Podoliniec)

Do tohoto dominia dále patřilo 16 vesnic: Hraničné, Chmeľnica, Jakubany, Jarabina, Káče, Kamienka, Kremná, Krendžeľovka, Litmanová, Medzibrodie, Mníšek nad Popradom, Nová Ľubovňa, Pilhov, Podsadok, Veľký Sulín a Závodie; kromě toho i 2 osady v okolí Podolínce: Nižné Ružbachy a Vyšné Ružbachy.
Důvodem, proč se právě spišská města ocitla v polské zástavě bylo i to, že se jednalo o v té době jeden z nejbohatších a nejkulturnějších krajů tehdejší Evropy. V polské zástavě se ocitla města na významných křižovatkách tehdejších obchodních cest. Polsko jejich správou získalo kontrolu nad obchodem s rudami (například mědí) a také se kontrolou Spišského Podhradí, Vlach či Nové Vsi ocitlo přímo ve středu tohoto rozvinutého kraje, blízko dalších hornických měst – Gelnice a Smolníku. Výběr míst tedy vůbec nebyl náhodný. Spiš byla také vstupní branou do Uher ze severu, což bylo jasně viditelné zejména během husitských válek, kdy husité do Horních Uher a zejména na Spiš vpadávali ze severu, z Polska.

## Vývoj pod polskou vládou
Polsko bylo oprávněno jmenovat správce (starostu) zastavených měst, jenž sídlil na ľubovňanském hradě a spravoval jejich ekonomické a daňové záležitosti. Polsko také mohlo udržovat vojenské jednotky na důležitých cestách i mimo tato města. Díky své mezinárodní zprostředkovatelské pozici tato města zažila ekonomický rozkvět. Nebýt zástavy, pravděpodobně by upadla na úroveň poddanských vesnic, jak se to stalo v případě ostatních jedenácti měst bývalé Provincie 24 měst.
Zastavená města tvořila silnou konkurenci svobodným královským městům na Spiši, Kežmarku a Levoči, ale i dalším na východním Slovensku. Císař Ferdinand I. roku 1560 nařídil, aby ostatní města nemohla vybírat od obchodníků 13 spišských měst mýtné či vyžadovat právo skladu. Zpočátku se to požadovalo jen od Levoče, ale o rok později se tato spišská výsada rozšířila i vůči dalším městům (Košice, Prešov, Bardejov, Sabinov). Během trvání zástavy však stále docházelo ke konfliktům mezi městy Provincie a královskými městy Uherska a privilegia měst se často měnila (většinou však k jejich prospěchu). Městům však potvrzoval a rozšiřoval jejich výsady často i polský král. Obyvatelé zastavených měst totiž využívali stav, kdy byli poddanými jak Polska, tak i Uherska.

### Snahy o vyplacení zástavy
Jelikož Polsko nebylo ochotno vrátit prosperující města, úsilí Uherského království vyplatit dluh (zvláště v letech 1419, 1426, 1436 a 1439) selhalo a později nikdo nebyl schopen zaplatit tuto obrovskou sumu peněz, ačkoliv celé království mluvilo o potřebě tak učinit. Přestože v roce 1419 byl polský král Vladislav II. ochoten vrátit spišská města Uhersku i bez vyplacení zálohované částky, na nátlak polského kléru k tomu nedošlo. Polská katolická církev totiž toužila po ovládnutí severní Spiše a dále živila legendy o historické přináležitosti Spiše k Polsku.
8. března 1440 polský král Vladislav III. Varnenčik vydal listinu, kterou přislíbil vrácení zastavených míst Uhersku hned po své korunovaci uherským králem. Jelikož jej však příprava na cestu na korunovaci do Uher finančně vyčerpala, půjčil si peníze od krakovského biskupa a předal mu města až do splacení svého dluhu. Přestože koncem roku 1440 vydal příkaz k obnovení staré Provincie 24 spišských měst a likvidaci zástavy, k jejímu zániku nedošlo pro boje mezi Vladislavem III. a vojsky Jana Jiskry.
Roku 1489 byl uherský král Matyáš Korvín ochoten Polsku vyplatit zastavenou částku, což však Polsko odmítlo. Matyáš Korvín proto podal na Polsko žalobu před papežskou kurii. Pro napětí mezi Římem a Matyášem Korvínem však disputace mezi polskými a uherskými preláty roce 1490 ve Vratislavi rozhodla, že zastavená města se mají navěky stát součástí Polska.
K zániku zástavy mělo opět dojít v letech 1490–1507, jelikož polský král toto území přislíbil rodu Zápolských za jejich podporu jeho aspiracím na uherský trůn, ale ani po jeho zvolení uherským králem roku 1492 k zániku zástavy nedošlo.
Po nástupu Habsburků na uherský trůn sněm od nich požadoval, aby co nejdříve vyřešili otázku zástavy. Ale ani Ferdinand I., ani jeho syn Maxmilián II. této žádosti nevyhověli.
Spišská města v roce 1586 obsadila císařská vojska během bojů o polský trůn mezi Habsburky a švédským princem Zikmundem Vasou. Po porážce však byl císař Rudolf II. roku 1589 přinucen tato města opět vrátit Polsku.
Pokusy o vymanění spišských měst ze zástavy pokračovaly i během 17. a 18. století, ale bránily tomu tehdejší geopolitické souvislosti – ohrožení rakouských zemí a Uherska Turky a nutnost polské pomoci při bojích proti nim.

## Zánik zástavy
Potřebu vymanit se z polského područí začali v 18. století pociťovat i samotní občané zastavených měst, jelikož byli enormně ekonomicky využíváni, zejména za vlády hraběte Teodora Konstantina Lubomirského, královny Marie Josefy (od roku 1744 starostky zastavených měst) a hraběte Heinricha von Brühl. Když 29. března 1769 pod velením generála Josefa Bierzinského Starou Ľubovňu a ľubovňanský hrad obsadili barští konfederáti, hrad zpustošili a na zastavená spišská města uvalili nové, vlastní daně (zároveň zakázali spišským měšťanům platit daně polskému králi), zastavená města se obrátila na uherskou královnu Marii Terezii, aby jim zajistila bezpečnost. Marie Terezie se vojenskému řešení bránila, ale její syn a spoluvládce Josef II. se rozhodl útok vojsk vzbouřené polské šlechty na spišská města využít a na podzim 1769 nechal oblast obsadit císařskou armádou. V rámci prvního dělení Polska, k němuž se nakonec Marie Terezie nechala přesvědčit, byla okupovaná oblast definitivně Polsku odejmuta – 5. listopadu 1772 složili zástupci 13 spišských měst ve Spišské Nové Vsi přísahu věrnosti uherské královně do rukou spišského župana Jana Csákyho, a ten o čtyři dny později převzal do uherské správy i ľubovňanský hrad. 10. listopadu složili do jeho rukou přísahu věrnosti i zástupci měst Stará Ľubovňa, Podolínec a Hniezdne. Formálně byla zástava zrušena 18. září 1773, kdy příslušnou dohodu podepsal ve Varšavě polský král Stanislav II. August Poniatowski.
Provincie 13 měst ovšem znovupřipojením k Uhrám nezanikla, ale byla jí vrácena stará práva z 13. století a roku 1778 byla ještě rozšířena o zbylá města Ľubovňansko-podolíneckého dominia. Oba výsadní celky – zvětšená provincie i dominium – existovaly až do 19. století, kdy byly definitivně zrušeny a sloučeny se župou.

## Seznam starostů Spišského starostenství
Zastavené území spravovali polští velitelé-starostové sídlící na ľubovňanském hradě. Od 21. srpna 1591 úřad starostů zastávala hrabata z rodu Lubomirských (který díky tomu velmi zbohatl a mohl dokonce aspirovat na polsko-litevský trůn); od roku 1634 už dědičně.
V úřadě starosty zastavených míst se postupně vystřídalo 23 starostů:
- Majetek polských králů
  - Pavel Gladich (1412-1454)
- Zástava krakovského arcibiskupa (od 1440)
  - Petr Komorowski (hrad neubránil před Jiskrovými bratříky a ten se stal jejich pevností)
- Majetek polských králů
- Zástava Mikuláše Peniažka z Vítkovic na čtyři roky (od 23. března 1454)
  - Mikuláš Peniažek z Vítkovic
- Majetek polských králů
  - Preslav z Dimošíc (1458-1506)
- Zástava Mikuláše Jordána ze Zakličína (od 19. února 1506)
  - Mikuláš Jordán (1506 -?)
  - Jan Jordán (? -?)
- Majetek polských králů
  - Jakub Lomnický (? -1522)
  - Petr Kmita (1522-1553)
  - Jan Boner (1553-1564)
  - Mikuláš Maciejowski (1564-1572)
  - Jan Maciejowski (1572-1583)
  - Kašpar Maciejowski (1583-1586)
- Obsazení hradu a spišských měst rakouským vojskem
  - Jakub Derviš (1586-9. březen 1589)
- Majetek polských králů
  - Kašpar Maciejowski (1590)
  - Rod Lubomirských koupil Spišské starostenství od polského krále (21. srpna 1591)
  - Šebestián Lubomirski (* 1546 - † 1613) (1593 -?)
  - Stanislav Lubomirski (* 1583 - † 1649) (? -?)
  - Jiří Šebestián Lubomirski (* 1616 - † 1667) (? -?)
  - Stanislav Heraklius Lubomirski (* 1642 - † 1702) (? -1700)
  - Teodor Lubomirski (* 1683 - † 1745) (1700-1744)
- Majetek polských králů (od roku 1745)
- Majetek Marie Josefíny Habsburské (od roku 1745)
  - Ondřej Moszczenský (1745-1757)
- Majetek polských králů
  - Henrich von Brühl (1757 - 1763)
  - Karl Bruhl (1763-1764)
- Vlastnictví Kazimíra Poniatowského (od roku 1764)
  - Kazimír Poniatowski (1764-1769)